# Oxira intermixta
Oxira intermixta là một loài bướm đêm trong họ Noctuidae.